# Liste des matchs de l'équipe du Nigeria de football par adversaire
Cette liste présente les matchs de l'équipe du Nigeria de football par adversaire rencontré.
- Haut – A
- B
- C
- D
- E
- F
- G
- H
- I
- J
- K
- L
- M
- N
- O
- P
- Q
- R
- S
- T
- U
- V
- W
- X
- Y
- Z

## A

### Afrique du Sud

#### Confrontations
Confrontations entre le Nigeria et l'Afrique du Sud :
|    | Date              | Lieu           | Match                    | Score    | Compétition                                                           |
| -- | ----------------- | -------------- | ------------------------ | -------- | --------------------------------------------------------------------- |
| 1  | 10 octobre 1992   | Lagos          | Nigeria - Afrique du Sud | 4-0      | Tours préliminaires à la Coupe du monde 1994 (zone Afrique, 1er tour) |
| 2  | 17 janvier 1993   | Johannesbourg  | Afrique du Sud - Nigeria | 0-0      | Tours préliminaires à la Coupe du monde 1994 (zone Afrique, 1er tour) |
| 3  | 10 février 2000   | Lagos          | Nigeria - Afrique du Sud | 2-0      | Coupe d'Afrique des nations 2000 (demi-finale)                        |
| 4  | 31 janvier 2004   | Monastir       | Nigeria - Afrique du Sud | 4-0      | Coupe d'Afrique des nations 2004 (gr. D)                              |
| 5  | 17 novembre 2004  | Johannesbourg  | Afrique du Sud - Nigeria | 2-1      | Match amical                                                          |
| 6  | 1er juin 2008     | Abuja          | Nigeria - Afrique du Sud | 2-0      | Éliminatoires de la Coupe du monde 2010 (zone Afrique, 2e tour)       |
| 7  | 6 septembre 2008  | Port Elizabeth | Afrique du Sud - Nigeria | 0-1      | Éliminatoires de la Coupe du monde 2010 (zone Afrique, 2e tour)       |
| 8  | 14 août 2013      | Durban         | Afrique du Sud - Nigeria | 0-2      | Match amical                                                          |
| 9  | 19 janvier 2014   | Le Cap         | Afrique du Sud - Nigeria | 1-3      | Championnat d'Afrique des nations 2014 (gr. A)                        |
| 10 | 10 septembre 2014 | Le Cap         | Afrique du Sud - Nigeria | 0-0      | Qualifications à la Coupe d'Afrique des nations 2015 (gr. A)          |
| 11 | 19 novembre 2014  | Uyo            | Nigeria - Afrique du Sud | 2-2      | Qualifications à la Coupe d'Afrique des nations 2015 (gr. A)          |
| 12 | 29 mars 2015      | Nelspruit      | Afrique du Sud - Nigeria | 1-1      | Match amical                                                          |
| 13 | 10 juin 2017      | Uyo            | Nigeria - Afrique du Sud | 0-2      | Qualifications à la Coupe d'Afrique des nations 2019 (gr. E)          |
| 14 | 17 novembre 2018  | Johannesbourg  | Afrique du Sud - Nigeria | 1-1      | Qualifications à la Coupe d'Afrique des nations 2019 (gr. E)          |
| 15 | 10 juillet 2019   | Le Caire       | Nigeria - Afrique du Sud | 2-1      | Coupe d'Afrique des nations 2019 (quart de finale)                    |
| 16 | 7 Février 2024    | Bouaké         | Nigeria - Afrique du Sud | 1-1(4-2) | CAN 2024 (Demi-Finale)                                                |
| 17 | 3 Juin 2024       | Abuja          | Nigeria - Afrique du Sud | 1-1      | FIFA 2026 Qualification                                               |
| 18 | 8 Septembre 2024  | Nelspruit      | Afrique du Sud - Nigeria |          | FIFA 2026 Qualification                                               |

#### Bilan
- Total de matchs disputés : 16
- Victoires du Nigeria :8
- Matchs nuls : 7
- Victoires de l'Afrique du Sud : 2
- Total de buts marqués par le Nigeria : 26
- Total de buts marqués par l'Afrique du Sud : 11

### Algérie

#### Confrontations
Confrontations entre le Nigeria et l'Algérie :
|    | Date             | Lieu                   | Match             | Score           | Compétition                                                           |
| -- | ---------------- | ---------------------- | ----------------- | --------------- | --------------------------------------------------------------------- |
| 1  | 10 janvier 1973  | Lagos                  | Nigeria - Algérie | 2-2             | Jeux africains de 1973 (gr. 1)                                        |
| 2  | 28 juillet 1978  | Alger                  | Algérie - Nigeria | 1-0             | Jeux africains de 1978 (finale)                                       |
| 3  | 22 mars 1980     | Lagos                  | Nigeria - Algérie | 3-0             | Coupe d'Afrique des nations 1980 (finale)                             |
| 4  | 10 octobre 1981  | Lagos                  | Nigeria - Algérie | 0-2             | Tours préliminaires à la Coupe du monde 1982 (zone Afrique - 4e tour) |
| 5  | 30 octobre 1981  | Constantine            | Algérie - Nigeria | 2-1             | Tours préliminaires à la Coupe du monde 1982 (zone Afrique - 4e tour) |
| 6  | 10 mars 1982     | Benghazi               | Algérie - Nigeria | 2-1             | Coupe d'Afrique des nations 1982 (gr. B)                              |
| 7  | 11 mars 1984     | Bouaké                 | Algérie - Nigeria | 0-0             | Coupe d'Afrique des nations 1984 (gr. B)                              |
| 8  | 23 mars 1988     | Rabat                  | Nigeria - Algérie | 1-1 (tab : 9-8) | Coupe d'Afrique des nations 1988 (demi-finale)                        |
| 9  | 2 mars 1990      | Alger                  | Algérie - Nigeria | 5-1             | Coupe d'Afrique des nations 1990 (gr. A)                              |
| 10 | 16 mars 1990     | Alger                  | Algérie - Nigeria | 1-0             | Coupe d'Afrique des nations 1990 (finale)                             |
| 11 | 3 juillet 1993   | Lagos                  | Nigeria - Algérie | 4-1             | Tours préliminaires à la Coupe du monde 1994 (zone Afrique, 2e tour)  |
| 12 | 8 octobre 1993   | Alger                  | Algérie - Nigeria | 1-1             | Tours préliminaires à la Coupe du monde 1994 (zone Afrique, 2e tour)  |
| 13 | 21 janvier 2002  | Bamako                 | Algérie - Nigeria | 0-1             | Coupe d'Afrique des nations 2002 (gr. A)                              |
| 14 | 3 juillet 2004   | Abuja                  | Nigeria - Algérie | 1-0             | Phase qualificative de la Coupe du monde 2006 (zone Afrique, gr. 4)   |
| 15 | 4 septembre 2005 | Oran                   | Algérie - Nigeria | 2-5             | Phase qualificative de la Coupe du monde 2006 (zone Afrique, gr. 4)   |
| 16 | 30 janvier 2010  | Benguela               | Nigeria - Algérie | 1-0             | Coupe d'Afrique des nations 2010 (match pour la 3e place)             |
| 17 | 12 novembre 2016 | Uyo                    | Nigeria - Algérie | 3-1             | Éliminatoires de la Coupe du monde 2018 (zone Afrique, gr. B)         |
| 18 | 10 novembre 2017 | Constantine            | Algérie - Nigeria | 3-0             | Éliminatoires de la Coupe du monde 2018 (zone Afrique, gr. B)         |
| 19 | 14 juillet 2019  | Le Caire               | Algérie - Nigeria | 2-1             | Coupe d'Afrique des nations 2019 (demi-finale)                        |
| 20 | 9 octobre 2020   | Sankt Veit an der Glan | Nigeria - Algérie | 0-1             | Match amical                                                          |

#### Bilan
Au 8 avril 2022 :
- Total de matchs disputés : 20
- Victoires du Nigeria : 7
- Matchs nuls : 4
- Victoires de l'Algérie : 9
- Total de buts marqués par le Nigeria : 26
- Total de buts marqués par l'Algérie : 27

### Angola
| Date             | Lieu                  | Match            | Score | Compétition                                 |
| 4 avril 1981     | Luanda Angola         | Angola - Nigeria | 0-0   | Match amical                                |
| 10 avril 1983    | Lagos Nigeria         | Nigeria - Angola | 2-0   | Qualifications pour la Coupe d'Afrique 1984 |
| 24 avril 1983    | Luanda Angola         | Angola - Nigeria | 1-0   | Qualifications pour la Coupe d'Afrique 1984 |
| 22 janvier 1989  | Luanda Angola         | Angola - Nigeria | 2-2   | Qualifications pour la Coupe du monde 1990  |
| 12 août 1989     | Lagos Nigeria         | Nigeria - Angola | 1-0   | Qualifications pour la Coupe du monde 1990  |
| 8 septembre 2002 | Luanda Angola         | Angola - Nigeria | 0-0   | Qualifications pour la Coupe d'Afrique 2004 |
| 21 juin 2003     | Benin City Nigeria    | Nigeria - Angola | 2-2   | Qualifications pour la Coupe d'Afrique 2004 |
| 20 juin 2004     | Luanda Angola         | Angola - Nigeria | 1-0   | Qualifications pour la Coupe du monde 2006  |
| 18 juin 2005     | Kano Nigeria          | Nigeria - Angola | 1-1   | Qualifications pour la Coupe du monde 2006  |
| 2 Février 2024   | Abidjan Côte d'Ivoire | Nigeria - Angola | 1-0   | CAN 2024 (Quarts de finale)                 |

Bilan
- Total de matchs disputés : 10
- Victoires de l'équipe d'Angola : 2
- Victoires de l'équipe du Nigeria : 3
- Match nul : 5

### Argentine
| Date             | Lieu              | Match               | Score | Compétition                                         |
| 25 juin 1994     | Foxborough        | Argentine - Nigeria | 2-1   | Coupe du monde 1994 (Groupe D)                      |
| 10 janvier 1995  | Riyad             | Argentine - Nigeria | 0-0   | Coupe des confédérations 1995 (Groupe B)            |
| 3 août 1996      | Athens            | Nigeria - Argentine | 3-2   | Football aux Jeux olympiques d'été de 1996 (finale) |
| 2 juin 2002      | Kashima           | Argentine - Nigeria | 1-0   | Coupe du monde 2002 (Groupe F)                      |
| 23 août 2008     | Pékin             | Nigeria - Argentine | 0-1   | Football aux Jeux olympiques d'été de 2008 (finale) |
| 12 juin 2010     | Johannesbourg     | Argentine - Nigeria | 1-0   | Coupe du monde 2010 (Groupe B)                      |
| 1er juin 2011    | Abuja             | Nigeria - Argentine | 4-1   | Match amical                                        |
| 6 septembre 2011 | Dacca             | Argentine - Nigeria | 3-1   | Match amical                                        |
| 25 juin 2014     | Porto Alegre      | Nigeria - Argentine | 2-3   | Coupe du monde 2014 (Groupe F)                      |
| 14 novembre 2017 | Krasnodar         | Argentine - Nigeria | 2-4   | Match amical                                        |
| 26 juin 2018     | Saint-Pétersbourg | Nigeria - Argentine | 1-2   | Coupe du monde 2018 (Groupe D)                      |

Bilan
- Total de matchs disputés : 11
- Victoire de l'équipe du Nigeria : 3
- Victoire de l'équipe d'Argentine : 7
- Match nul : 1
- Total de buts marqués par l'équipe du Nigeria : 16
- Total de buts marqués par l'équipe d'Argentine : 18

Les rencontres entre le Nigéria et l'Argentine constituent une des grands classiques des coupes du monde modernes, au premier tour. Les cinq confrontations entre les deux équipes en coupe du monde ont à chaque fois vu l'Argentine l'emporter, et ce par un but d'écart.

### Australie
| Date             | Lieu    | Match               | Score | Compétition  |
| 17 novembre 2007 | Londres | Australie - Nigeria | 1-0   | Match amical |

Bilan
- Total de matchs disputés : 1
- Victoires de l'équipe d'Australie : 1
- Victoires de l'équipe du Nigeria : 0
- Match nul : 0

## B

### Bosnie-Herzégovine
Confrontations ente le Nigeria et la Bosnie-Herzégovine
| Date         | Lieu   | Match                        | Score | Compétition                    |
| 21 juin 2014 | Cuiabá | Nigeria - Bosnie-Herzégovine | 1-0   | Coupe du monde 2014 (Groupe F) |

Bilan
- Total de matchs disputés : 1
- Victoires de l'équipe de Bosnie-Herzégovine : 0
- Victoires de l'équipe du Nigeria : 1
- Matchs nuls : 0

### Brésil
| Date         | Lieu  | Match            | Score | Compétition  |
| 11 juin 2003 | Abuja | Nigeria - Brésil | 0-3   | Match amical |

Bilan
- Total de matchs disputés : 1
- Victoires de l'équipe du Brésil : 1
- Victoires du Nigeria : 0
- Match nul : 0

### Bulgarie
| Date         | Lieu   | Match              | Score | Compétition                    |
| 21 juin 1994 | Dallas | Bulgarie - Nigeria | 0-3   | Coupe du monde 1994 (Groupe D) |
| 19 juin 1998 | Paris, | Bulgarie - Nigeria | 0-1   | Coupe du monde 1998 (Groupe D) |

Bilan
- Total de matchs disputés : 2
- Victoires de l'équipe de Bulgarie : 0
- Matchs nuls : 0
- Victoires de l'équipe du Nigeria : 2
- Total de buts marqués par l'équipe de Bulgarie : 0
- Total de buts marqués par l'équipe du Nigeria : 4

### Burundi

#### Confrontations
Confrontations entre le Nigeria et le Burundi :
|   | Date            | Lieu       | Match             | Score | Compétition                                                  |
| - | --------------- | ---------- | ----------------- | ----- | ------------------------------------------------------------ |
| 1 | 23 janvier 1999 | Abeokuta   | Nigeria - Burundi | 2-0   | Qualifications à la Coupe d'Afrique des nations 2000 (gr. 5) |
| 2 | 22 juin 2019    | Alexandrie | Nigeria - Burundi | 1-0   | Coupe d'Afrique des nations 2019 (gr. B)                     |

#### Bilan
Au 24 juin 2019 :
- Total de matchs disputés : 2
- Victoires du Nigeria : 2
- Matchs nuls : 0
- Victoires du Burundi : 0
- Total de buts marqués par le Nigeria : 3
- Total de buts marqués par le Burundi : 0

## C

### Cameroun

#### Confrontations
Confrontations entre le Nigeria et le Cameroun :
|    | Date               | Lieu            | Match              | Score           | Compétition                                                           |
| -- | ------------------ | --------------- | ------------------ | --------------- | --------------------------------------------------------------------- |
| 1  | 7 décembre 1968    | Lagos           | Nigeria - Cameroun | 1-1             | Tours préliminaires à la Coupe du monde 1970 (zone Afrique, 1er tour) |
| 2  | 22 décembre 1968   | Douala          | Cameroun - Nigeria | 2-3             | Tours préliminaires à la Coupe du monde 1970 (zone Afrique, 1er tour) |
| 3  | 14 juillet 1978    | Alger           | Nigeria - Cameroun | 0-0             | Jeux africains de 1978 (gr. 2)                                        |
| 4  | 2 février 1980     | Ibadan          | Nigeria - Cameroun | 0-0             | Match amical                                                          |
| 5  | 18 mars 1984       | Abidjan         | Cameroun - Nigeria | 3-1             | Coupe d'Afrique des nations 1984 (finale)                             |
| 6  | 17 mars 1988       | Rabat           | Cameroun - Nigeria | 1-1             | Coupe d'Afrique des nations 1988 (gr. B)                              |
| 7  | 27 mars 1988       | Casablanca      | Cameroun - Nigeria | 1-0             | Coupe d'Afrique des nations 1988 (finale)                             |
| 8  | 10 juin 1989       | Enugu           | Nigeria - Cameroun | 2-0             | Tours préliminaires à la Coupe du monde 1990 (zone Afrique, gr. C)    |
| 9  | 27 août 1989       | Yaoundé         | Cameroun - Nigeria | 1-0             | Tours préliminaires à la Coupe du monde 1990 (zone Afrique, gr. C)    |
| 10 | 25 janvier 1992    | Dakar           | Nigeria - Cameroun | 2-1             | Coupe d'Afrique des nations 1992 (match pour la 3e place)             |
| 11 | 7 août 1997        | Radès           | Nigeria - Cameroun | 1-0             | Match amical                                                          |
| 12 | 13 février 2000    | Lagos           | Nigeria - Cameroun | 2-2 (tab : 3-4) | Coupe d'Afrique des nations 2000 (finale)                             |
| 13 | 8 février 2004     | Monastir        | Cameroun - Nigeria | 1-2             | Coupe d'Afrique des nations 2004 (1/4 de finale)                      |
| 14 | 11 octobre 2015    | Bruxelles       | Nigeria - Cameroun | 3-0             | Match amical                                                          |
| 15 | 1er septembre 2017 | Uyo             | Nigeria - Cameroun | 4-0             | Éliminatoires de la Coupe du monde 2018 (zone Afrique, gr. B)         |
| 16 | 4 septembre 2017   | Yaoundé         | Cameroun - Nigeria | 1-1             | Éliminatoires de la Coupe du monde 2018 (zone Afrique, gr. B)         |
| 17 | 6 juillet 2019     | Alexandrie      | Nigeria - Cameroun | 3-2             | Coupe d'Afrique des nations 2019 (1/8 de finale)                      |
| 18 | 4 juin 2021        | Wiener Neustadt | Nigeria - Cameroun | 0-1             | Match amical                                                          |
| 19 | 27 Janvier 2027    | Abidjan         | Nigeria - Cameroun | 2-0             | CAN 2024 (1/8 de finale)                                              |

#### Bilan
- Total de matchs disputés : 19
- Victoires du Nigeria : 9
- Matchs nuls : 6
- Victoires du Cameroun : 4
- Total de buts marqués par le Nigeria : 28
- Total de buts marqués par le Cameroun : 17

### Croatie
| Date         | Lieu        | Match             | Score | Compétition                    |
| 16 juin 2018 | Kaliningrad | Croatie - Nigeria | 2 - 0 | Coupe du monde 2018 (Groupe D) |

Bilan
- Total des matchs disputés : 1
- Victoires de l'équipe de Croatie : 1
- Victoires de l'équipe du Nigeria : 0
- Matchs nuls : 0

## Côte d´Ivoire
| 21/01/2008 | Ghana          | Nigeria - Côte d´Ivoire | 0-1 | CAN 2008 |
| ---------- | -------------- | ----------------------- | --- | -------- |
| 03/02/2013 | Afrique de sud | Côte d´Ivoire - Nigeria | 1̈-2 | CAN 2013 |
| 18/01/2024 | Côte d´Ivoire  | Côte d´Ivoire -Nigeria  | 0-1 | CAN 2024 |
| 11/02/2024 | Côte d´Ivoire  | Nigeria - Côte d´Ivoire | 1-2 | CAN 2024 |

### Danemark
| Date         | Lieu        | Match              | Score | Compétition                        |
| 28 juin 1998 | Saint-Denis | Nigeria - Danemark | 1 - 4 | Coupe du monde 1998 (8e de finale) |

Bilan
- Total des matchs disputés : 1
- Victoires de l'équipe du Danemark : 1
- Victoires de l'équipe du Nigeria : 0
- Matchs nuls : 0

## E

### Egypte
| Date                                                             | Lieu          | Match            | Score | Compétition                                                            |
| ---------------------------------------------------------------- | ------------- | ---------------- | ----- | ---------------------------------------------------------------------- |
| xx.03.76                                                         | Ethiopie      | Égypte - Nigeria | 2-3   | Coupe d'Afrique des Nations 1976                                       |
| xx.02.80                                                         | Nigeria       | Égypte - Nigeria | 0-1   | Coupe d'Afrique des Nations 1980                                       |
| xx.02.84                                                         | Cote d'ivoire | Égypte - Nigeria | 2-2   | Coupe d'Afrique des Nations 1984                                       |
| xx.03.88                                                         | Maroc         | Égypte - Nigeria | 0-0   | Coupe d'Afrique des Nations 1988                                       |
| xx.02.90                                                         | Algérie       | Égypte - Nigeria | 0-1   | Coupe d'Afrique des Nations 1990                                       |
| xx.03.94                                                         | Tunisie       | Égypte - Nigeria | 0-0   | Coupe d'Afrique des Nations 1994                                       |
| 12.01.10                                                         | Gabon         | Égypte - Nigeria | 3-1   | Coupe d'Afrique des Nations 2010                                       |
| 25.03.16                                                         | Nigeria       | Nigeria - Égypte | 1-1   | \| Qualifications à la Coupe d'Afrique des nations de football 2017 \| |
| 29.03.16                                                         | Egypte        | Égypte - Nigeria | 1-0   | Qualifications à la Coupe d'Afrique des nations de football 2017       |
| 11.01.22                                                         | Cameroun      | Nigeria - Égypte | 1-0   | Coupe d'Afrique des Nations 2021                                       |
| Qualifications à la Coupe d'Afrique des nations de football 2017 |               |                  |       |                                                                        |

### Espagne
| Date            | Lieu             | Match             | Score | Compétition                                          |
| 16 octobre 1968 | Mexico           | Espagne - Nigeria | 3-0   | Jeux olympiques de 1968 (Groupe B)                   |
| 13 juin 1998    | Nantes France    | Espagne - Nigeria | 2-3   | Coupe du monde de football de 1998 (match de groupe) |
| 23 juin 2013    | Fortaleza Brésil | Nigeria - Espagne | 0-3   | Coupe des confédérations 2013 (match de groupe)      |

Bilan
- Total de matchs disputés : 3
- Victoires de l'équipe du Nigeria : 1
- Victoires de l'équipe d'Espagne : 2
- Matchs nuls : 0

## F

### France
| Date         | Lieu                 | Match            | Score | Compétition                              |
| 2 juin 2009  | Saint-Étienne France | France - Nigeria | 0-1   | Match amical                             |
| 30 juin 2014 | Brasilia Brésil      | France- Nigeria  | 2-0   | Coupe du monde 2014 (Huitième de finale) |

Bilan
- Total de matches disputés : 2
- Victoire de l'équipe de France : 1
- Match nul : 0
- Victoire de l'équipe du Nigeria : 1
- But pour l'équipe de France : 2
- But pour l'équipe du Nigeria : 1

## G

### Ghana
| Date     | Lieu          | Match           | Score | Compétition                                  |
| -------- | ------------- | --------------- | ----- | -------------------------------------------- |
| 03.02.08 | Accra Ghana   | Ghana - Nigeria | 2 - 1 | Coupe d'Afrique des Nations (Quarter-finals) |
| 28.01.10 | Luanda Angola | Ghana - Nigeria | 1-0   | Coupe d'Afrique des Nations (Demi-Finale)    |
| 25.03.22 | Accra Ghana   | Ghana - Nigeria | 0-0   | FIFA 2022 (Barrage)                          |
| 29.03.22 | Abuja Nigeria | Nigeria - Ghana | 1-1   | FIFA 2022 (Barrage)                          |

### Grèce
| Date         | Lieu                        | Match           | Score | Compétition                    |
| 30 juin 1994 | Foxborough États-Unis       | Grèce - Nigeria | 0-2   | Coupe du monde 1994 (Groupe D) |
| 17 juin 2010 | Bloemfontein Afrique du Sud | Grèce - Nigeria | 2-1   | Coupe du monde 2010 (Groupe B) |

Bilan
- Nombre de matches : 1
- Victoires de la Grèce : 1
- Matches nuls : 0
- Victoires du Nigeria : 1
- Buts pour la Grèce : 2
- Buts pour le Nigeria : 3

### Guinée

#### Confrontations
Confrontations entre le Nigeria et la Guinée :
|    | Date              | Lieu        | Match            | Score | Compétition                                                           |
| -- | ----------------- | ----------- | ---------------- | ----- | --------------------------------------------------------------------- |
| 1  | 27 juillet 1963   | Lagos       | Nigeria - Guinée | 2-2   | Qualifications à la Coupe d'Afrique des nations 1963                  |
| 2  | 6 octobre 1963    | Conakry     | Guinée - Nigeria | 1-0   | Qualifications à la Coupe d'Afrique des nations 1963                  |
| 3  | 1er décembre 1971 |             | Guinée - Nigeria | 3-0   | Match amical                                                          |
| 4  | 30 janvier 1972   | Freetown    | Nigeria - Guinée | 1-1   | Match amical                                                          |
| 5  | 17 janvier 1973   | Lagos       | Nigeria - Guinée | 2-0   | Jeux africains de 1973 (finale)                                       |
| 6  | 9 mars 1976       | Addis-Abeba | Guinée - Nigeria | 1-1   | Coupe d'Afrique des nations 1976 (tour final)                         |
| 7  | 12 avril 1981     | Conakry     | Guinée - Nigeria | 1-1   | Tours préliminaires à la Coupe du monde 1982 (zone Afrique - 3e tour) |
| 8  | 25 avril 1981     | Lagos       | Nigeria - Guinée | 1-0   | Tours préliminaires à la Coupe du monde 1982 (zone Afrique - 3e tour) |
| 9  | 15 avril 1989     | Conakry     | Guinée - Nigeria | 1-1   | Qualifications à la Coupe d'Afrique des nations 1990 (1er tour)       |
| 10 | 22 avril 1989     | Ibadan      | Nigeria - Guinée | 3-0   | Qualifications à la Coupe d'Afrique des nations 1990 (1er tour)       |
| 11 | 5 avril 1997      | Lagos       | Nigeria - Guinée | 2-1   | Tours préliminaires à la Coupe du monde 1998 (zone Afrique - gr. 1)   |
| 12 | 17 août 1997      | Conakry     | Guinée - Nigeria | 1-0   | Tours préliminaires à la Coupe du monde 1998 (zone Afrique - gr. 1)   |
| 13 | 10 octobre 2010   | Conakry     | Guinée - Nigeria | 1-0   | Qualifications à la Coupe d'Afrique des nations 2012 (gr. B)          |
| 14 | 8 octobre 2011    | Abuja       | Nigeria - Guinée | 2-2   | Qualifications à la Coupe d'Afrique des nations 2012 (gr. B)          |
| 15 | 26 janvier 2016   | Gisenyi     | Guinée - Nigeria | 1-0   | Championnat d'Afrique des nations 2016 (gr. C)                        |
| 16 | 26 juin 2019      | Alexandrie  | Nigeria - Guinée | 1-0   | Coupe d'Afrique des nations 2019 (gr. B)                              |

#### Bilan
Au 24 juin 2019 :
- Total de matchs disputés : 16
- Victoires du Nigeria : 5
- Matchs nuls : 6
- Victoires de la Guinée : 5
- Total de buts marqués par le Nigeria : 17
- Total de buts marqués par la Guinée : 16

### Guinée Équatoriale
| DATE            | Lieu               | Match                        | Score | Compétition                           |
| --------------- | ------------------ | ---------------------------- | ----- | ------------------------------------- |
| 15 juin 2008    | Guinée Équatoriale | Guinée Équatoriale - Nigeria | 0-1   | Qualifié. Coupe du Monde 2010 Afrique |
| 21 juin 2008    | Nigeria            | Nigeria ̈- Guinée Équatoriale | 0-2   | Qualifié. Coupe du Monde 2010 Afrique |
| 14 Janvier 2024 | Côte d´Ivoire      | Nigeria ̈- Guinée Équatoriale | 1-1   | CAN 2024 (Groupe A)                   |

### Guinée-Bissau
| Date            | Lieu    | Match                   | Score | Compétition         |
| --------------- | ------- | ----------------------- | ----- | ------------------- |
| 19 Janvier 2022 | Garoua  | Guinée-Bissau - Nigeria | 0-2   | CAN 2022 (Groupe D) |
| 22 Janvier 2024 | Abidjan | Guinée-Bissau - Nigeria | 0-1   | CAN 2024 (Groupe A) |

### Iran
| Date         | Lieu     | Match          | Score | Compétition                    |
| 16 juin 2014 | Curitiba | Iran - Nigeria | 0-0   | Coupe du monde 2014 (Groupe F) |

Bilan partiel
- Total de matchs disputés : 1
- Victoires de l'équipe du Nigeria : 0
- Victoires de l'équipe d'Iran : 1
- Match nul : 1

### Islande
| Date         | Lieu      | Match             | Score | Compétition                    |
| 22 août 1981 | Reykjavik | Islande - Nigeria | 3-0   | Match amical                   |
| 22 juin 2018 | Volgograd | Nigeria - Islande | 2-0   | Coupe du monde 2018 (Groupe D) |

Bilan
- Total des matchs disputés : 2
- Victoires de l'équipe d'Islande : 1
- Victoires de l'équipe du Nigeria : 1
- Matchs nuls : 0

### Italie
| Date           | Lieu       | Match            | Score  | Compétition                      |
| 5 juillet 1994 | Foxborough | Italie - Nigeria | 2-1 ap | Coupe du monde 1994 (1/8 finale) |

Bilan partiel
- Total de matchs disputés : 1
- Victoires de l'équipe du Nigeria : 0
- Victoires de l'équipe d'Italie : 1
- Match nul : 0

## J

### Japon
Confrontations entre le Nigeria et le Japon :
| Date           | Lieu        | Match           | Score | Compétition                              |
| 6 janvier 1995 | Riyad       | Japon - Nigeria | 0-3   | Coupe des confédérations 1995 (Groupe B) |
| 7 octobre 2001 | Southampton | Nigeria - Japon | 2-2   | Match amical                             |
| 20 août 2003   | Tokyo       | Japon - Nigeria | 3-0   | Match amical                             |

Bilan
Total de matchs disputés : 3
- Victoire de l'équipe du Japon : 1
- Match nul : 1
- Victoire de l'équipe du Nigeria : 1

## M

### Madagascar

#### Confrontations
Confrontations entre le Nigeria et Madagascar :
|   | Date             | Lieu         | Match                | Score | Compétition                                                  |
| - | ---------------- | ------------ | -------------------- | ----- | ------------------------------------------------------------ |
| 1 | 7 octobre 2000   | Antananarivo | Madagascar - Nigeria | 0-0   | Qualifications à la Coupe d'Afrique des nations 2002 (gr. 1) |
| 2 | 2 juin 2001      | Benin City   | Nigeria - Madagascar | 1-0   | Qualifications à la Coupe d'Afrique des nations 2002 (gr. 1) |
| 3 | 5 septembre 2010 | Calabar      | Nigeria - Madagascar | 2-0   | Qualifications à la Coupe d'Afrique des nations 2012 (gr. B) |
| 4 | 4 septembre 2011 | Antananarivo | Madagascar - Nigeria | 0-2   | Qualifications à la Coupe d'Afrique des nations 2012 (gr. B) |
| 5 | 30 juin 2019     | Alexandrie   | Madagascar - Nigeria | 2-0   | Coupe d'Afrique des nations 2019 (gr. B)                     |

#### Bilan
Au 30 juin 2019 :
- Total de matchs disputés : 5
- Victoires du Nigeria : 3
- Matchs nuls : 1
- Victoires de Madagascar : 1
- Total de buts marqués par le Nigeria : 5
- Total de buts marqués par Madagascar : 2

### Maroc
| Date             | Lieu             | Match           | Score | Compétition                                               |
| ---------------- | ---------------- | --------------- | ----- | --------------------------------------------------------- |
|                  |                  | Nigeria - Maroc | 1-3   | Coupe d'Afrique des nations de football 1976 Groupe 1     |
|                  |                  | Nigeria - Maroc | 1-2   | Coupe d'Afrique des nations de football 1976 Phase finale |
|                  |                  | Nigeria - Maroc | 1-0   | Coupe d'Afrique des nations de football 1980 Demi-finale  |
| 1er février 2000 | Lagos Nigeria    | Nigeria - Maroc | 2-0   | Coupe d'Afrique des nations de football 2000              |
| 27 janvier 2004  | Monastir Tunisie | Nigeria - Maroc | 0-1   | Coupe d'Afrique des nations de football 2004              |

Bilan
- Total de matchs disputés :
- Victoires de l'équipe du Maroc :
- Victoires de l'équipe du Nigeria :
- Matchs nuls :

### Mexique
| Date            | Lieu  | Match             | Score              | Compétition                                            |
| 13 janvier 1995 | Riyad | Mexique - Nigeria | 1-1 a.p, 5-4 t.a.b | Coupe des confédérations 1995 (Match pour la 3e place) |

Bilan
- Total de matchs disputés : 1
- Victoire de l'équipe du Mexique : 0
- Victoire de l'équipe du Nigeria : 0
- Match nul : 1

## P

### Paraguay
| Date         | Lieu     | Match              | Score | Compétition                    |
| 24 juin 1998 | Toulouse | Nigeria - Paraguay | 1 - 3 | Coupe du monde 1998 (Groupe D) |

Bilan
- Total des matchs disputés : 1
- Victoires de l'équipe du Nigeria : 0
- Victoires de l'équipe du Paraguay : 1
- Matchs nuls : 0

### Pays-Bas
| Date        | Lieu               | Match              | Score | Compétition  |
| 5 juin 1998 | Amsterdam Pays-Bas | Pays-Bas - Nigeria | 5-1   | Match amical |

Bilan
- Total de matchs disputés : 1
- Victoires de l'équipe du Nigeria : 0
- Victoires de l'équipe des Pays-Bas : 1
- Match nul : 0

## S

### Sénégal

#### Confrontations
Confrontations entre le Sénégal et le Nigeria :
|    | Date              | Lieu      | Match             | Score     | Compétition                                           |
| -- | ----------------- | --------- | ----------------- | --------- | ----------------------------------------------------- |
| 1  | 27 février 1963   |           | Sénégal - Nigeria | 0-4       | Tournoi d'Afrique de l'Ouest (Match pour la 3e place) |
| 2  | 14 avril 1963     | Dakar     | Sénégal - Nigeria | 5-1       | Jeux de l'Amitié (1er tour)                           |
| 3  | 3 avril 1971      |           | Nigeria - Sénégal | 1-2       | Qualifications pour les Jeux olympiques de 1972       |
| 4  | 18 avril 1971     |           | Sénégal - Nigeria | 1-1       | Qualifications pour les Jeux olympiques de 1972       |
| 5  | 2 février 1975    |           | Sénégal - Nigeria | 0-1       | Match amical                                          |
| 6  | 22 février 1975   |           | Nigeria - Sénégal | 1-1       | Match amical                                          |
| 7  | 25 avril 1975     |           | Sénégal - Nigeria | 1-0       | Tournoi amical                                        |
| 8  | 12 juin 1977      |           | Sénégal - Nigeria | 3-1       | Qualifications pour la CAN 1978                       |
| 9  | 25 juin 1977      |           | Nigeria - Sénégal | 3-0       | Qualifications pour la CAN 1978                       |
| 10 | 29 septembre 1979 |           | Sénégal - Nigeria | 0-2       | Match amical                                          |
| 11 | 5 novembre 1983   |           | Nigeria - Sénégal | 1-0       | Qualifications pour la Coupe CEDEAO 1963              |
| 12 | 19 novembre 1983  |           | Sénégal - Nigeria | 0-1       | Qualifications pour la Coupe CEDEAO 1963              |
| 13 | 28 janvier 1990   |           | Nigeria - Sénégal | 0-0 (tab) | Coupe CEDEAO (Finale)                                 |
| 14 | 12 janvier 1992   | Dakar     | Sénégal - Nigeria | 1-2       | Coupe d'Afrique des nations (1er tour)                |
| 15 | 28 février 1999   | Dakar     | Sénégal - Nigeria | 1-1       | Qualifications pour la CAN 2000                       |
| 16 | 7 février 2000    | Lagos     | Nigeria - Sénégal | 2-1 a. p. | Coupe d'Afrique des nations (Quart de finale)         |
| 17 | 7 février 2002    | Bamako    | Nigeria - Sénégal | 1-2 a. p. | Coupe d'Afrique des nations (Demi-finale)             |
| 18 | 12 octobre 2002   | Dakar     | Sénégal - Nigeria | 2-2       | Match amical                                          |
| 19 | 31 janvier 2006   | Port-Saïd | Nigeria - Sénégal | 2-1       | Coupe d'Afrique des nations (1er tour)                |
| 20 | 9 février 2006    | Le Caire  | Sénégal - Nigeria | 0-1       | Coupe d'Afrique des nations (Match pour la 3e place)  |
| 21 | 23 mars 2017      | Londres   | Nigeria - Sénégal | 1-1       | Match amical                                          |
| 22 | 16 juin 2019      | Ismaïlia  | Sénégal - Nigeria | 1-0       | Match amical                                          |

#### Bilan
Au 22 juin 2019 :
- Total de matchs disputés : 22
- Victoires du Sénégal : 6
- Matchs nuls : 6
- Victoires du Nigeria : 10
- Total de buts marqués par le Sénégal : 23
- Total de buts marqués par le Nigeria : 26

### Sierra Leone

#### Confrontations
Confrontations entre la Sierra Leone et le Nigeria :
|    | Date              | Lieu     | Match                  | Score | Compétition                                                            |
| -- | ----------------- | -------- | ---------------------- | ----- | ---------------------------------------------------------------------- |
| 1  | 14 octobre 1967   |          | Sierra Leone - Nigeria | 1-1   | Match amical                                                           |
| 2  | 27 janvier 1968   |          | Nigeria - Sierra Leone | 4-1   | Match amical                                                           |
| 3  | 13 février 1971   | Lagos    | Nigeria - Sierra Leone | 1-0   | Match amical                                                           |
| 4  | 4 décembre 1971   |          | Sierra Leone - Nigeria | 0-1   | Match amical                                                           |
| 5  | 16 octobre 1976   | Freetown | Sierra Leone - Nigeria | 0-0   | Tours préliminaires à la Coupe du monde 1978 (zone Afrique - 1er tour) |
| 6  | 30 octobre 1976   | Lagos    | Nigeria - Sierra Leone | 6-2   | Tours préliminaires à la Coupe du monde 1978 (zone Afrique - 1er tour) |
| 7  | 18 septembre 1977 | Freetown | Sierra Leone - Nigeria | 1-1   | Qualifications à la Coupe d'Afrique des nations 1978 (1er tour)        |
| 8  | 2 octobre 1977    | Lagos    | Nigeria - Sierra Leone | 2-0   | Qualifications à la Coupe d'Afrique des nations 1978 (1er tour)        |
| 9  | 4 juillet 1987    | Lagos    | Nigeria - Sierra Leone | 3-0   | Qualifications à la Coupe d'Afrique des nations 1988 (2e tour)         |
| 10 | 18 juillet 1987   | Freetown | Sierra Leone - Nigeria | 2-0   | Qualifications à la Coupe d'Afrique des nations 1988 (2e tour)         |
| 11 | 17 juin 2000      | Lagos    | Nigeria - Sierra Leone | 2-0   | Tours préliminaires à la Coupe du monde 2002 (zone Afrique - 2e tour)  |
| 12 | 21 avril 2001     | Freetown | Sierra Leone - Nigeria | 1-0   | Tours préliminaires à la Coupe du monde 2002 (zone Afrique - 2e tour)  |
| 13 | 7 juin 2008       | Freetown | Sierra Leone - Nigeria | 0-1   | Éliminatoires de la Coupe du monde 2010 : zone Afrique (2e tour)       |
| 14 | 11 octobre 2008   | Abuja    | Nigeria - Sierra Leone | 4-1   | Éliminatoires de la Coupe du monde 2010 : zone Afrique (2e tour)       |
| 15 | 9 février 2011    | Lagos    | Nigeria - Sierra Leone | 2-1   | Match amical                                                           |

#### Bilan
Au 22 avril 2019 :
- Total de matchs disputés : 15
- Victoires de la Sierra Leone : 2
- Matchs nuls : 3
- Victoires du Nigeria : 10
- Total de buts marqués par la Sierra Leone : 10
- Total de buts marqués par le Nigeria : 28

### Soudan
| Date     | Lieu        | Match            | Score |                  |
| -------- | ----------- | ---------------- | ----- | ---------------- |
| 11.10.14 | Al khartoum | Soudan - Nigeria | 1 - 0 | CAN Qalifiqation |
| 15.10.14 | Abuja       | Nigeria - Soudan | 3 - 1 | CAN Qalifiqation |
| 15.01.22 | Garoua      | Nigeria - Soudan | 3 - 1 | CAN 2021         |

### Suède

#### Confrontations
Confrontations entre la Suède et le Nigeria :
|   | Date        | Lieu  | Match           | Score | Compétition                 |
| - | ----------- | ----- | --------------- | ----- | --------------------------- |
| 1 | 5 mai 1994  | Solna | Suède - Nigeria | 3-1   | Match amical                |
| 2 | 7 juin 2002 | Kobe  | Nigeria - Suède | 1-2   | Coupe du monde 2002 (gr. F) |

#### Bilan
Au 22 avril 2019 :
- Total de matchs disputés : 2
- Victoires de la Suède : 2
- Matchs nuls : 0
- Victoires du Nigeria : 0
- Total de buts marqués par la Suède : 5
- Total de buts marqués par le Nigeria : 2

### Suisse
| Date             | Lieu          | Match            | Score | Compétition  |
| 20 novembre 2007 | Zurich Suisse | Suisse - Nigeria | 0-1   | Match amical |

Bilan
- Total de matchs disputés : 1
- Victoires de l'équipe de Suisse : 0 (0 %)
- Victoires de l'équipe du Nigeria : 1 (100 %)
- Match nul : 0 (0 %)

## T

### Tahiti
| Date         | Lieu                  | Match            | Score | Compétition                              |
| 17 juin 2013 | Belo Horizonte Brésil | Tahiti - Nigeria | 1-6   | Coupe des confédérations 2013 (Groupe A) |

Bilan
- Total de matchs disputés : 1
- Victoires de l'équipe de Tahiti : 0
- Victoires de l'équipe du Nigeria : 1
- Match nul : 0

### Tunisie

#### Confrontations
Confrontations entre le Nigeria et la Tunisie :
|    | Date              | Lieu                   | Match             | Score           | Compétition                                                            |
| -- | ----------------- | ---------------------- | ----------------- | --------------- | ---------------------------------------------------------------------- |
| 1  | 25 novembre 1961  | Lagos                  | Nigeria - Tunisie | 2-1             | Qualifications à la Coupe d'Afrique des nations 1962 (2e tour)         |
| 2  | 10 décembre 1961  | Tunis                  | Tunisie - Nigeria | 2-0             | Qualifications à la Coupe d'Afrique des nations 1962 (2e tour)         |
| 3  | 25 septembre 1977 | Tunis                  | Tunisie - Nigeria | 0-0             | Tours préliminaires à la Coupe du monde 1978 (zone Afrique - 1er tour) |
| 4  | 12 novembre 1977  | Lagos                  | Nigeria - Tunisie | 0-1             | Tours préliminaires à la Coupe du monde 1978 (zone Afrique - 1er tour) |
| 5  | 17 mars 1978      | Accra                  | Nigeria - Tunisie | 2-0             | Coupe d'Afrique des nations 1978 (match pour la 3e place)              |
| 6  | 29 juin 1980      | Tunis                  | Tunisie - Nigeria | 2-0             | Tours préliminaires à la Coupe du monde 1982 (zone Afrique - 1er tour) |
| 7  | 12 juillet 1980   | Lagos                  | Nigeria - Tunisie | 2-0 (tab : 4-3) | Tours préliminaires à la Coupe du monde 1982 (zone Afrique - 1er tour) |
| 8  | 6 juillet 1985    | Lagos                  | Nigeria - Tunisie | 1-0             | Tours préliminaires à la Coupe du monde 1986 (zone Afrique - 3e tour)  |
| 9  | 20 juillet 1985   | Tunis                  | Tunisie - Nigeria | 2-0             | Tours préliminaires à la Coupe du monde 1986 (zone Afrique - 3e tour)  |
| 10 | 23 janvier 2000   | Lagos                  | Nigeria - Tunisie | 4-2             | Coupe d'Afrique des nations 2000 (gr. D)                               |
| 11 | 11 février 2004   | Radès                  | Tunisie - Nigeria | 1-1 (tab : 5-3) | Coupe d'Afrique des nations 2004 (demi-finale)                         |
| 12 | 4 février 2006    | Port-Saïd              | Nigeria - Tunisie | 1-1 (tab : 6-5) | Coupe d'Afrique des nations 2006 (quart de finale)                     |
| 13 | 20 juin 2009      | Radès                  | Tunisie - Nigeria | 0-0             | Éliminatoires de la Coupe du monde 2010 (zone Afrique, 3e tour)        |
| 14 | 6 septembre 2009  | Abuja                  | Nigeria - Tunisie | 2-2             | Éliminatoires de la Coupe du monde 2010 (zone Afrique, 3e tour)        |
| 15 | 22 janvier 2016   | Kigali                 | Tunisie - Nigeria | 1-1             | Championnat d'Afrique des nations 2016 (gr. C)                         |
| 16 | 17 juillet 2019   | Le Caire               | Tunisie - Nigeria | 0-1             | Coupe d'Afrique des nations 2019 (match pour la 3e place)              |
| 17 | 13 octobre 2020   | Sankt Veit an der Glan | Nigeria - Tunisie | 1-1             | Match amical                                                           |
| 18 | 23 janvier 2022   | Garoua                 | Nigeria - Tunisie | 0-1             | CAN 2022 (8 De Finale)                                                 |

#### Bilan
- Total de matchs disputés : 18
- Victoires du Nigeria : 7
- Matchs nuls : 5
- Victoires de la Tunisie : 8
- Total de buts marqués par le Nigeria : 18
- Total de buts marqués par la Tunisie : 20

## U

### Uruguay
| Date         | Lieu            | Match             | Score | Compétition                   |
| 20 juin 2013 | Salvador Brésil | Nigeria - Uruguay | 1-2   | Coupe des confédérations 2013 |

Bilan
- Total de matchs disputés : 0
- Victoires de l'équipe du Nigeria : 0
- Match nul : 0
- Victoires de l'équipe d'Uruguay : 1